# تين باهت
تين باهت (الاسم العلمي:Ficus pallescens) هو نوع من النباتات يتبع جنس التين من الفصيلة التوتية.